# Капска покрајина
Капска покрајина (енгл. Cape Province), званично покрајина Рт добре наде (енгл. province of the Cape of Good Hope), је била највећа од четири старе покрајине Јужноафричке Републике.
Постојала је у периоду од 1910. до 1994. године.
Име је добила по Ртy добре наде.
Главни град покрајине је био Кејптаун.
Након реформи 1994. године њена територија је подељена на четири нове покрајине:
- Западни Кејп
- Источни Кејп
- Северни Кејп
- Северозападна покрајина (Јужноафричка Република)